# Кутузовский (муниципальный округ)
Куту́зовский — бывший муниципальный округ Москвы, просуществовавший с 1991 года по 1994 год. Ныне территория входит в состав района «Дорогомилово» Западного административного округа Москвы.

## История
Муниципальный округ «Кутузовский» был создан после административной реформы 1991 года на части территории бывшего Киевского района Москвы и входил в состав Западного административного округа.
В 1994 году муниципальный округ «Кутузовский» был объединён с муниципальным округом «Дорогомиловский». После принятия 1995 году закона «О территориальном делении города Москвы» на их территории был образован район «Дорогомилово».

## Границы муниципального округа
Граница муниципального округа «Кутузовский» проходила:
от пересечения Большой Дорогомиловской улицы с набережной Тараса Шевченко, по набережной Тараса Шевченко, по Кутузовскому проспекту, по Украинскому бульвару, по границе жилой застройки набережной Тараса Шевченко, по Кутузовскому проспекту, по улице Кульнева, по улице 1812 года, по улице Дениса Давыдова, по улице Генерала Ермолова, по 2-й Поклонной улице, по границе жилого массива вдоль Киевского направления МЖД, по малому кольцу МЖД, по Кутузовскому проспекту и по Большой Дорогомиловской улице.